# Северобогемский диалект
Северобогемский диалект (нем. Nordböhmisch) — диалект (или группа переходных диалектов) в составе силезских диалектов немецкого языка. Был распространён на севере чешской Богемии до середины 40-х годов XX в., после переселения немцев из Чехии фактически на грани исчезновения.
Диалект имеет определённые сходства с соседними немецкими диалектами, такими как эгерландский, эрцгебиргский, восточнофранкский, тюрингско-верхнесаксонский, верхнелужицкий, образуя некоторую переходную область между ними, являясь, по сути, переходным диалектом (Übergangsdialekt).